# Gran planúria europea
La Gran planúria europea (accident geogràfic-formes del relleu), coneguda també com a Plana del Nord d'Europa, és una extensa planura que abasta gran part de la meitat septentrional del continent europeu, des de la costa de l'Atlàntic, al nord dels Pirineus, fins a la serralada dels Urals a l'est.
A l'Europa central l'amplada d'aquesta gran plana, encaixada entre els sistemes muntanyosos alpins i les costes atlàntiques, és menor (rarament supera els 320 quilòmetres d’amplada), mentre que a l'Europa oriental s'estén de forma considerable (més de 3.000 km) fins a abastar gairebé la totalitat del territori corresponent a la Rússia europea.
Límits: Pel nord i l'oest, la línia de costa Atlàntica i els sistemes muntanyosos escandinaus (a Lapònia, i al nord de Finlàndia) i els Pirineus. Pel sud i l'est, la successió de sistemes muntanyosos que configuren el Massís central francès, els Alps, els Carpats, el Caucas i els Urals, a més de les costes septentrionals de la mar Negra i de la mar Caspia.
Europa és el continent més baix, després d'Austràlia. Té una altitud mitjana aproximada de 300 m i dos terços de la superfície és inferior als 200 m. Només el 6% supera els 1.000 m. Hi ha un marcat contrast en la composició de la superfície de l’Europa oriental i la occidental, condicionat per la diferent formació tectònica.
La Gran planura europea sovint es divideix en dues unitats geogràfiques: la Plana europea del nord i la Plana europea oriental o Plana russa.

## Plana europea del nord
La plana del nord d’Europa (Plana nord-europea) s'estén des del sud del Regne Unit a l'est fins a Rússia. Inclou zones de França, Bèlgica, els Països Baixos, Alemanya, Dinamarca, Polònia, els estats bàltics (Estònia, Letònia i Lituània) i Belarús. La major part de la plana europea es troba a menys de 152 metres d’altitud. Allotja molts rius navegables, inclosos el Rin, Weser, Elba, Òder i Vístula. El clima admet una gran varietat de conreus de temporada. Aquestes característiques físiques van permetre la comunicació primerenca, els viatges i el desenvolupament agrícola. La plana del nord d'Europa continua sent la regió més densament poblada d'Europa.
Al sud de la plana del nord d’Europa hi ha els Alps, que forma part de la regió alpina d’Europa. A l'extrem nord es troba el mar del Nord (a l'oest) i la mar Bàltica (a l'est). La major part de la plana del nord d’Europa es troba a menys de 152 metres d’altitud, amb terrenys plans o suaument ondulats. La major part de la regió va ser raspada per les glaceres durant el Plistocè, que va deixar dipòsits glacials, incloses les morrenes terminals muntanyoses que marquen l'extrem més al sud de les glaceres.

## Plana europea oriental
També anomenada Plana europea de l'est o Plana russa, és la plana que comprèn una sèrie de conques de rius de l'Europa Oriental. Juntament amb la plana nord-europea forma la gran planura europea. És la part no muntanyosa més gran del relleu europeu. La plana abasta aproximadament 4.000.000 km² i la mitjana és de 170 metres d'altura. El punt més alt, situat en els pujols de Valdai és de 346,9 metres sobre el nivell del mar.
La plana de l’Europa oriental, la de Fennoscàndia i la germanopolonesa són situades als límits de la plataforma russa, la base de la qual, de plegament precambrià i de materials cristal·lins i metamòrfics, aflora a Fennoscàndia, a Carèlia i a la península de Kola, i forma l'escut bàltic. Una denudació molt perllongada que s'inicia al paleozoic, hi formà planes i turons de sòcol. Les glaciacions quaternàries en transformaren el relleu, i les glaceres n'erosionaren la superfície, i a les planes d'Escandinàvia, de Finlàndia i de Carèlia deixaren morrenes i llacs abundants.